# 久宝寺

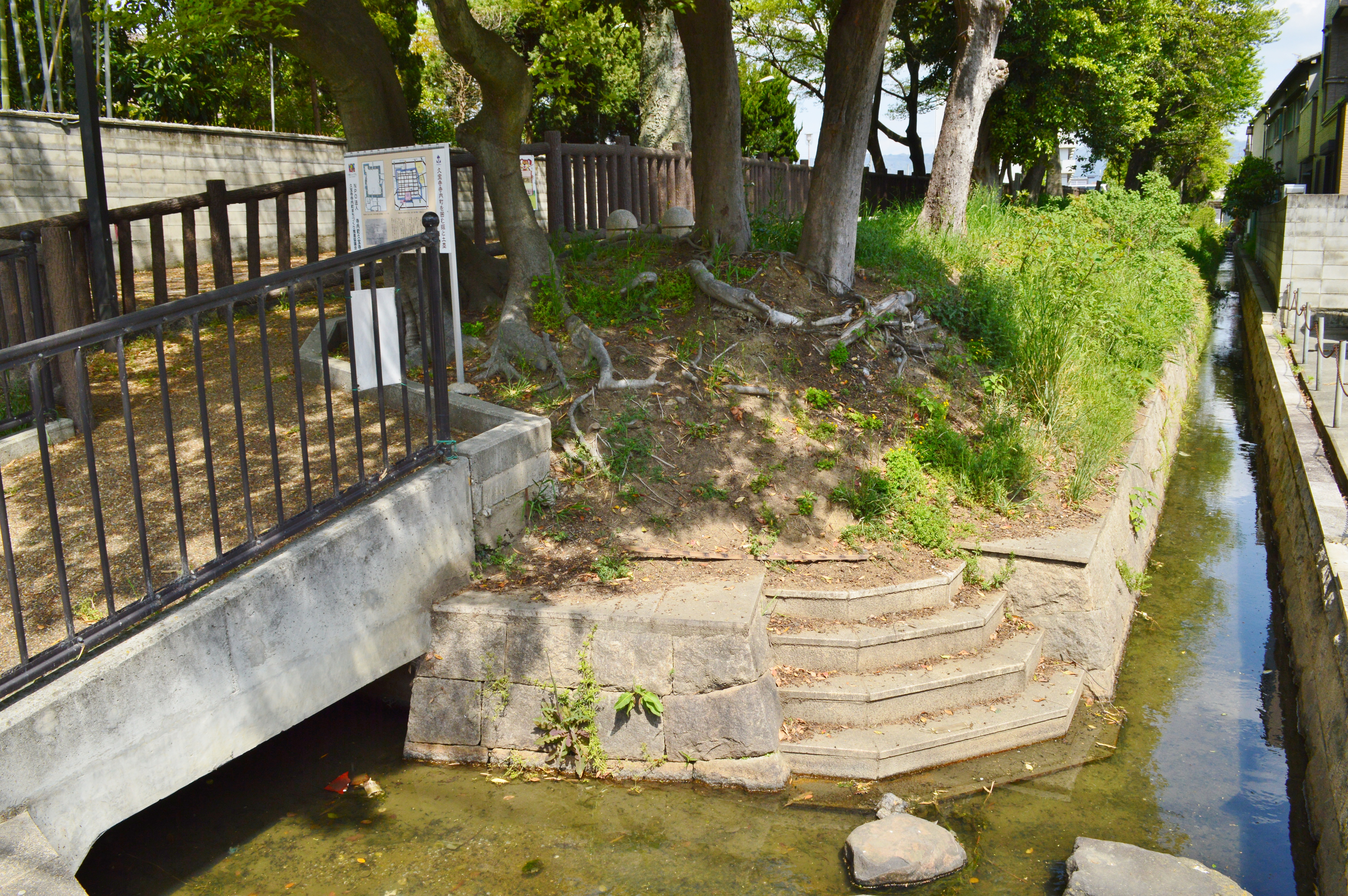
寺内町を区画した環濠跡

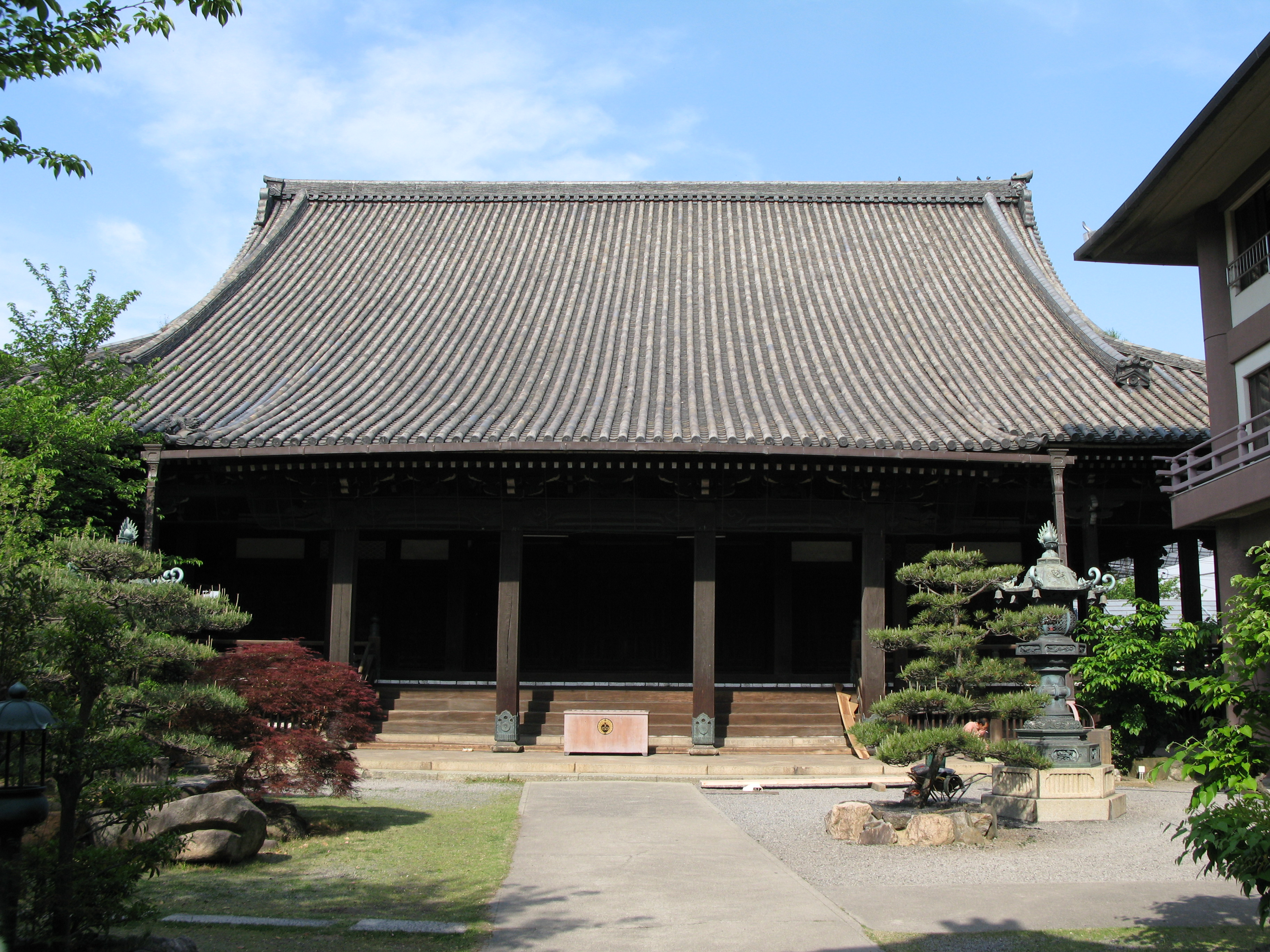
久宝寺御坊顕証寺
久宝寺4-4-3

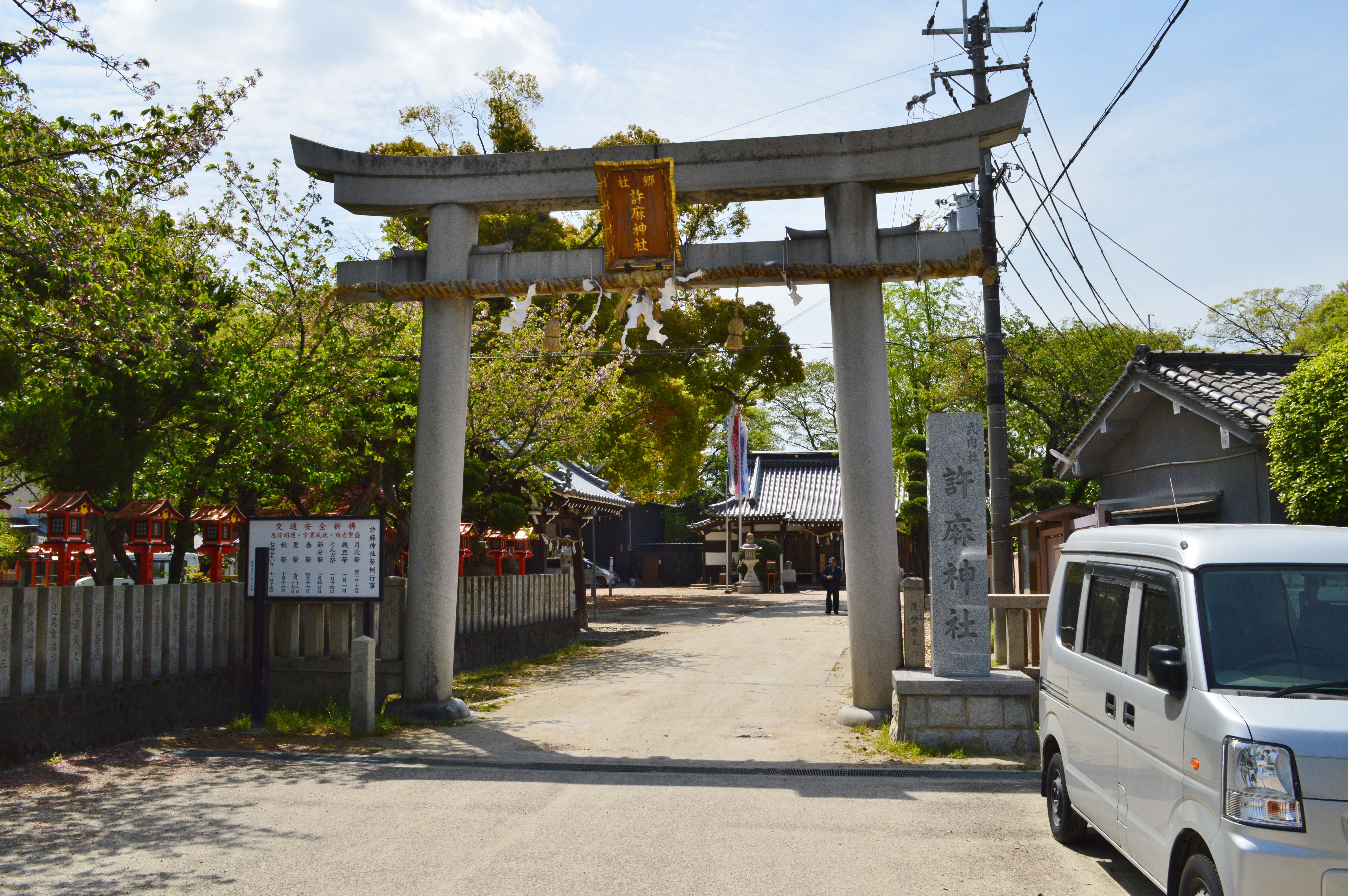
許麻神社

久宝寺（きゅうほうじ）は、大阪府八尾市内の一地域。
八尾市の西側に位置し、大まかには近鉄大阪線とJR大和路線、府道大阪中央環状線と長瀬川に囲まれた地域である。新住所表記では、久宝寺、神武町の一部、東久宝寺の一部、北久宝寺、西久宝寺、南久宝寺、渋川町の一部に該当する。
ここでは、八尾市に合併される前の旧久宝寺村の地域について記述する。

## 歴史概要

### 近代以前
古代・飛鳥時代に聖徳太子がこの地に「久宝寺」を創建したことが名称の由来となっている。しかしどこに建てられ、いつごろ廃れたかははっきりしない。
律令制制定以降は、河内国渋川郡に属する。
中世・鎌倉時代になると、慈願寺が創建される。室町時代には安井氏の領地となる。戦国時代に本願寺第八世蓮如がこの地で布教活動を始め、西証寺（のちの顕証寺）を創建し、周囲に環濠をめぐらせて環濠集落・寺内町が形成された。
石山合戦時には安井氏は織田信長方に付いたため寺内町の一向宗派と対立し、当時の支配者であった安井主計兄弟は攻め殺されたが、石山本願寺が攻め落とされたため一向宗も弱体化してしまった。その後安井氏は豊臣氏・徳川氏に与して領地を安堵されている。
江戸時代初期に、浄土真宗の東西分裂が表面化するのと前後して、久宝寺でも安井氏と一部住民が対立し、森本行誓ら17人衆が慈願寺と共に久宝寺川東の荒地へ移住した。移住先は「八尾寺内町」となり、現在の八尾市の中心となっている。

### 近代以降
（日本 > 大阪府 > 中河内郡 > 久宝寺村）
- 1889年（明治22年）4月1日 町村制施行に伴い、渋川郡久宝寺村、顕証寺新田、三津村新田が合併し、渋川郡久宝寺村（町村制）が発足。
- 1896年（明治29年）4月1日 郡の統廃合により、中河内郡久宝寺村となる。
- 1910年（明治43年） 大字顕証寺新田、三津村新田を顕証寺、三津村に改称。
- 1948年（昭和23年）4月1日 久宝寺村・八尾町・龍華町・大正村・西郡村の2町3村が合併、市制を施行し八尾市となり、中河内郡を離脱。

## 地理
久宝寺寺内町を中心とする地域であり、古い民家や商家が多い。一部は比較的規模の大きな工業地や緑地公園となっている。

### 河川
地域の東側から北へ長瀬川が流れる。かつての久宝寺川（大和川の本流）であり、大和川付け替え後に井路川水路となった長瀬川の沿岸部は顕証寺新田および三津村新田だった地域である。

### 交通
道路

東西を八尾街道（府道大阪港八尾線）、北へは北八尾街道（府道大阪八尾線）、南へは木ノ本、藤井寺へ至る街道（旧大阪中央環状線）が通っている。
- 近畿自動車道
  - 八尾インターチェンジ
- 大阪府道2号大阪中央環状線

鉄道

域内には鉄道は通っていないが、少し離れて、北側を東西に近鉄大阪線が、南側をJR関西本線（大和路線）が通っている。最寄り駅はそれぞれ久宝寺口駅、久宝寺駅。

### 主な施設・旧跡

#### 久宝寺
- 久宝寺寺内町

顕証寺を中心として発展した寺内町。平野から八尾を抜けて信貴山や奈良方面へ至る街道の中継地点にあたり、かつては在郷町としてにぎわった。
寺内町の興りは、戦国時代に蓮如が西証寺を創建したことに始まる。それ以前はこの地の土豪で畠山氏を祖とする安井氏が屋敷地に環濠を巡らせて支配していた。文明2年（1470年）に蓮如がこの地で本格的に布教活動を始めたが、当初は慈願寺を拠点としていた。文明11年（1479年）に「西証寺」を創建した。安井氏も創建に協力し、環濠を二重にして防御を厳重にするなど、寺内町の様相となり、戦国時代における一向宗の拠点のひとつとなった。
戦国時代から江戸時代にかけて多くの門徒衆や商人が集まり、地域の中心として賑わった。
かつて周囲に張り巡らされた環濠や土居は現在も一部に名残りをとどめている。碁盤目状の町割りはほぼ当時の状態をとどめており、域内の道は一方通行が多かったり入り組んだりしており、土地鑑がないと迷いやすい。主要道路は東西に7本、南北に6本で構成され、東西の道路は北から大手町通り、米屋町通り、馬追町通り、表町通り、中之町通り、慈願寺通りと呼ばれた。このうち表町通りがかつての八尾街道の道筋にあたる。「久宝寺寺内町みんなで作る燈路まつり」で令和元年度国土交通省手づくり郷土賞受賞。
- 顕証寺

通称「久宝寺御坊」。最初「西証寺」として文明11年（1479年）に創建され、後に顕証寺と寺号を改めた。

- 寺内町ふれあい館

久宝寺寺内町に関する郷土資料館。2000年に開館。
- 久宝寺城址

畠山満基の長子、渋川満貞の居城であったと伝えられている。満貞の嫡子の光重の時代に安井と改姓し、定重の時代に織田信長に仕えたが、石山合戦の時に顕如が率いる本願寺の僧兵に攻められ城は陥落した。城址は寺内町の北西あたりにあったとされ、小字城土居の地名として残っていた。
- 発願寺
- 念仏寺
- 許麻神社

延喜式神名帳に記載されている渋川郡の式内社。 創建年は不明であるが、付近に渡来系の者が多く住み着き、のちに祖神を祀ったとされる。祭神は素盞嗚命、許麻大神など。現在の本殿は昭和46年に再建され、コンクリート製である。
- 八尾市立久宝寺中学校
- 八尾市立久宝寺小学校
- 八尾徳洲会総合病院
- 八尾久宝寺4郵便局

#### 西久宝寺
- 久宝寺緑地

大阪府が運営・管理する緑地公園。

#### 北久宝寺、東久宝寺

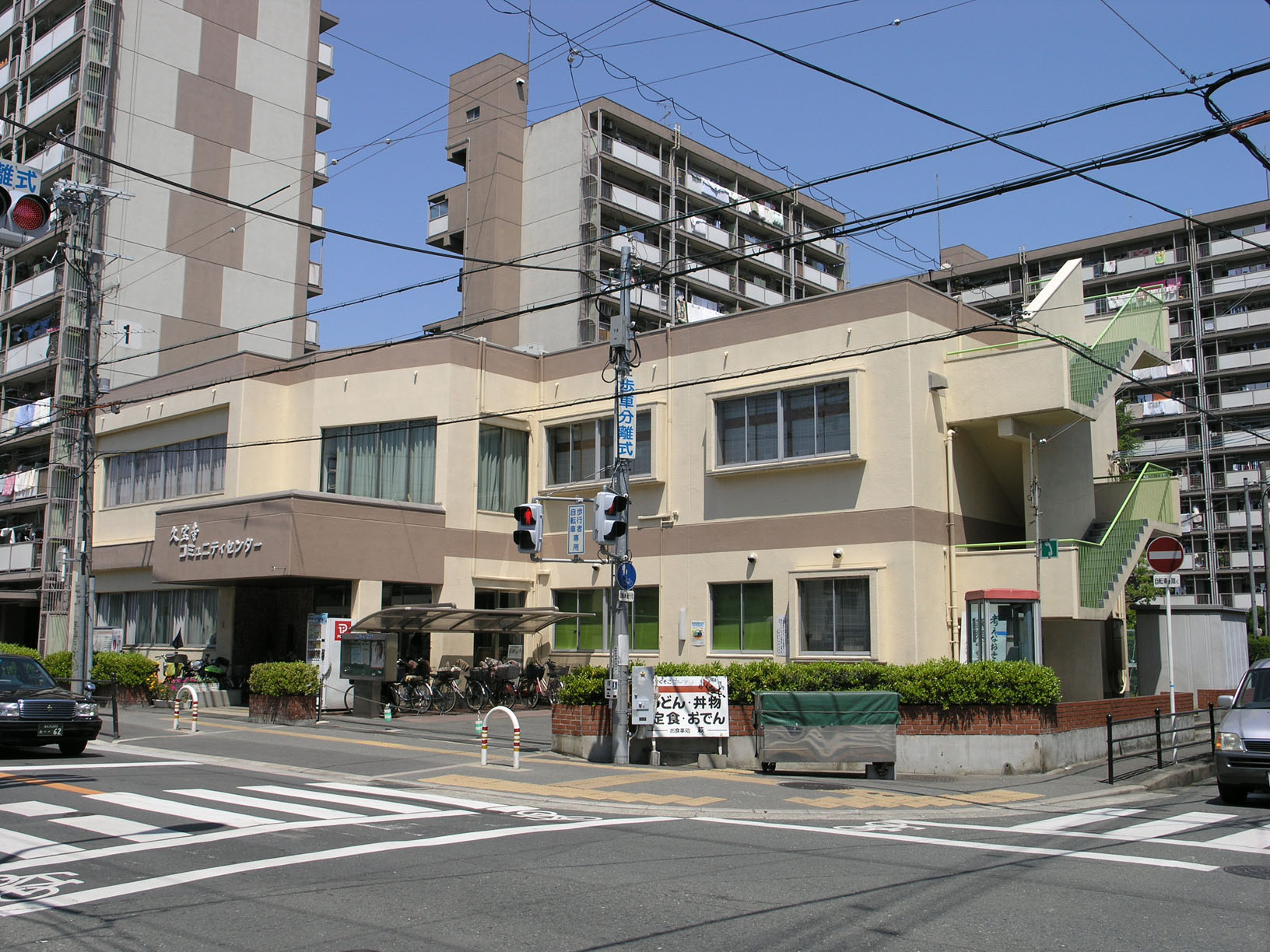
久宝寺出張所・久宝寺コミュニティセンター
北久宝寺2-1-1

- 八尾市役所久宝寺出張所・久宝寺コミュニティセンター
- ホシデン本社工場

#### 神武町、南久宝寺、渋川町
- クボタ久宝寺工場
- 松本油脂製薬本社工場